# قنان قران
قنان قران هي قرية في مقاطعة نير، إيران. عدد سكان هذه القرية هو 129 في سنة 2006.